# Barabattoia laddi
Barabattoia laddi là một loài san hô trong họ Faviidae. Loài này được Wells mô tả khoa học năm 1954.